# Chlorurus bleekeri
Chlorurus bleekeri es una especie de peces de la familia Scaridae en el orden de los Perciformes.

## Morfología
Los machos pueden llegar alcanzar los 49 cm de longitud total.

## Distribución geográfica
Se encuentra desde las Islas Molucas (Indonesia) hasta las Islas Marshall, la Gran Barrera de Coral y Vanuatu.